# Armando Cassigoli
Armando Cassigoli (Santiago de Chile, 1928 - Ciudad de México, 25 de febrero de 1988) fue un poeta, escritor  y catedrático chileno, perteneciente a la llamada Generación de los 50.

## Biografía
Su padre era un inmigrante italiano y su madre provenía de una familia colombiana.
Estudió filosofía y psicología en la Universidad de Chile.
En 1959 editó la antología Cuentistas de la Universidad, reuniendo los primeros trabajos de Antonio Skármeta, Cristián Huneeus, Grínor Rojo, Jorge Teillier, Poli Délano y Patricio Guzmán, entre otros.
Se casó con Magdalena Salamon. Su hija, Rossana Cassigoli Salamon, es catedrática de la UNAM.
En 1972 fue elegido decano de la Facultad de Filosofía y Educación del Instituto Pedagógico de la Universidad de Chile.
En 1973, luego del golpe de Estado, fue exonerado de su cargo como decano y solicitó asilo en México, donde seguiría escribiendo y practicando la docencia, como catedrático en la Facultad de Ciencias Políticas y Sociales de la Universidad Nacional Autónoma de México, hasta su muerte en 1988.

## Obras
- 1960. Ángeles bajo la lluvia.[7]

- 1964. Cuadernos de un hombre asustado.[8]

- 1971. Pequeña historia de una pequeña dama.[9]

- 1976. Antología del fascismo italiano.[10]

- 1982. La ideología en sus textos, junto a Carlos Villagrán.[11]